# Серенада трёх сердец
«Серенада трёх сердец» (англ. Design for Living) — кинофильм режиссёра Эрнста Любича, вышедший на экраны в 1933 году. Сюжет ленты основан на пьесе Ноэла Кауарда «Планы на жизнь», от текста которой, впрочем, в сценарии практически ничего не осталось.

## Сюжет
Молодая художница Гильда Фаррелл, зарабатывающая рисованием рекламных плакатов, в купе парижского поезда знакомится с двумя молодыми американцами — начинающими художником Джорджем Кёртисом и драматургом Томасом Чамберсом. Вскоре после прибытия во французскую столицу выясняется, что каждый из них влюблён в неё. Однако Гильда оказывается не в состоянии выбрать из них одного и предлагает следующий план: остаться друзьями и поддерживать чисто платонические отношения, а она, в свою очередь, будет всячески помогать им в творчестве и продвигать их благодаря своим связям. Через некоторое время пьесу Томаса соглашаются поставить в Лондоне, так что автор вынужден отправиться туда, чтобы участвовать в репетициях. Его отъезд полностью разрушает прежнюю договорённость, и между Гильдой и Джорджем начинают развиваться романтические отношения...

## В ролях
- Фредрик Марч — Томас Чамберс
- Гэри Купер — Джордж Кёртис
- Мириам Хопкинс — Гильда Фаррелл
- Эдвард Эверетт Хортон — Макс Планкетт
- Франклин Пэнгборн — мистер Дуглас
- Изабел Джуэлл — стенографистка Планкетта
- Джейн Дарвелл — экономка Кёртиса
- Уиндэм Стэндинг — дворецкий Макса